# Kerrera
Kerrera est une île du Royaume-Uni située en Écosse.

## Paléontologie
Plusieurs fossiles du Silurien sont découverts sur l'île, dont de Cooksonias, la plus vieille espèce de plante avec tige connue. Un fossile de mille-pattes Kampecaris obanensis découvert sur Kerrera sera daté de 425 millions d'années par une équipe de chercheurs américains en 2020, grâce à une technique de datation de zircon mise au point par Stéphanie Suarez (une des membres de l'équipe), ce qui en fait le plus vieux fossile d'animal terrestre connu,,..